# Die geliebten Schwestern
Die geliebten Schwestern ist ein deutscher Spielfilm von Dominik Graf. Geschildert wird die Liebe von Friedrich Schiller (Florian Stetter) zu den Schwestern Charlotte (Henriette Confurius) und Caroline (Hannah Herzsprung) von Lengefeld.

## Handlung
Charlotte von Lengefeld soll von ihrer Patentante Charlotte von Stein in Weimar in die feine Gesellschaft eingeführt werden. Dort lernt sie Friedrich Schiller kennen, der im Sommer 1788 zu Besuch in die Heimat der Familie nach Rudolstadt kommt. Die Mutter Louise von Lengefeld war nach dem Tode ihres Mannes in finanzielle Schwierigkeiten geraten, weshalb Tochter Caroline eine Zweckheirat mit Friedrich Fhr. von Beulwitz einging. Die beiden Schwestern verleben mit Schiller eine unbeschwerte Zeit. Sie hatten sich einst am Rheinfall bei Schaffhausen geschworen, alles miteinander zu teilen, und so soll es auch bei Schiller sein. Charlotte reist allein nach Weimar zurück, während ihre Schwester die Mutter überzeugen soll, einer Heirat mit Schiller trotz dessen Mittellosigkeit zuzustimmen, was sie mit einiger Verzögerung auch tut. Schiller trennt sich, auch mit Hilfe einer Intrige von Charlotte, von der verheirateten Charlotte von Kalb. Nachdem er Charlotte 1790 geheiratet hat, gebiert sie einen Sohn. Auch Schwägerin Caroline ist in Jena zugegen, wo Schiller nun eine Professur hat. Doch die geplante „Ehe zu dritt“ kann nicht stattfinden, da Carolines Mann zunächst nicht in die Scheidung einwilligt.
Trotz des Banns des Herzogs von Württemberg begibt sich Schiller 1793 nach Tübingen, um der Herstellung seiner Zeitschrift Die Horen bei Verleger Cotta beizuwohnen. Dort trifft er Caroline wieder, die sich ihre Dienste von einem älteren Mann bezahlen lässt. Zu dritt leben sie nun bei Schillers Mutter in Ludwigsburg. Caroline gesteht, schwanger zu sein. Um ihre Scheidung nicht zu gefährden, fährt sie in Begleitung von Wilhelm von Wolzogen nach Schaffhausen, wo Schiller einen Pflegevater für das Kind organisiert hat. Nach der Geburt meldet sich Caroline auf Schillers Briefe nicht und teilt schließlich mit, dass sie bei Wolzogen bleiben werde.
Jahre später reist die vermeintlich todkranke Mutter Louise nach Weimar, um die inzwischen zerstrittenen Schwestern zu versöhnen. Beim Familientreffen kommt es trotzdem zu einem Schlagabtausch der Schwestern, währenddessen Schiller einen heftigen Krankheitsanfall erleidet. Wolzogen stellt die Überlegung an, dass es offenbar das Schicksal der drei von-Lengefeld-Frauen sei, ihre Männer zu überleben.

## Produktion und Aufführung
Als Produktionsfirma fungierte die Bavaria Filmverleih- und Produktions GmbH (München-Geiselgasteig) in Co-Produktion mit weiteren Filmproduktionsgesellschaften. Die Dreharbeiten erstreckten sich über den Zeitraum 23. August bis 7. November 2012 und fanden in Waldenburg, Weimar, Altenburg, Rudolstadt, Coswig, Dessau, Seeburg, Orlamünde und Havixbeck sowie in Tirol statt.
Die geliebten Schwestern wurde erstmals im Wettbewerb der Berlinale 2014 aufgeführt. Die Festivalfassung dauert 170 Minuten. Zudem wurde eine Fassung für einen zweiteiligen Fernsehfilm mit 190 Minuten Länge erstellt. Der Kinostart war am 31. Juli 2014. Am 3. Juni 2017 wurde der Film von der ARD im deutschen Fernsehen ausgestrahlt.

## Auszeichnungen
Der Film wurde unter 17 deutschen Filmen als Kandidat für den Oscar 2015 ausgewählt.
Michael Wiesweg wurde 2014 für seine Bildgestaltung („Beste Kamera“) mit dem Bayerischen Filmpreis 2013 ausgezeichnet.
Bei der Verleihung des Deutschen Filmpreises 2015 erhielt Die geliebten Schwestern fünf Nominierungen, darunter Regisseur Dominik Graf und Nebendarstellerin Claudia Messner. Gewinnen konnte der Film in den Kategorien Bestes Kostümbild sowie Bestes Maskenbild.

## Kulissen
- Drei Szenen spielen im Schlosshof von Altenburg (ein berittener Bote kommt an; Schiller fährt mit einer Kutsche ab) und am barocken Außentor mit Mauer (Hannah Herzsprung übersteigt die Mauer) und Schloßkirche des Schlosses Altenburg.
- Bei der ersten Begegnung von Schiller und Goethe in Rudolstadt – im Film direkt an der Saale – dient u. a. die Rudolstädter Heidecksburg als Kulisse.
- Rheinfall bei Schaffhausen als Kulisse während der Fahrt von Caroline von Beulwitz in Begleitung von Wilhelm von Wolzogen nach Schaffhausen.

## Sonstiges
Die Handlung ist historisch nicht belegt, da – wie am Schluss des Films erzählt wird – Caroline kurz vor ihrem Tod alle Dokumente vernichtete und nur eine einzige Mitteilung Schillers an sie erhalten geblieben ist, in der eine intime Beziehung angedeutet ist.
Durch die Handlung führt ein von Dominik Graf selbst gesprochener Erzähler. In Rückblenden wird einige Male der Schwur der Schwestern am Wasserfall (Rheinfall bei Schaffhausen) gezeigt.
Als historischer Hintergrund dienen mehrere Ereignisse:
- Das Zeitalter der Aufklärung. Illustriert wird das in einer Szene durch eine Unterhaltung der Lengefeld-Frauen auf Französisch, die der anwesende, aus „bürgerlichen Verhältnissen“ stammende und somit vermeintlich weniger gebildete Schiller nicht verstehen soll. Schiller lässt sich nichts anmerken und gibt erst spät zu erkennen, dass er sehr wohl Französisch versteht und spricht.
- Die Ausbreitung des Buchdrucks. So spielt eine Szene während des Drucks von Schillers Zeitschrift Die Horen in Tübingen.
- Die Französische Revolution. Von Wolzogen kommt entsetzt aus Paris zurück und zeigt in einem illustrierten Buch Bilder vom dortigen Morden. Eine Abfolge aneinandergereihter Porträts der im Film vorkommenden deutschen Adligen schließt sich an.
- Eine frühe Begegnung zwischen Schiller und Johann Wolfgang von Goethe. Die Fenster der Häuser sind voller Beobachter, als die beiden Dichter sich in einiger Entfernung am gegenüberliegenden Flussufer unterhalten. Diese Szene bezieht sich wohl auf die erste überlieferte Begegnung von Goethe und Schiller in Rudolstadt (an der Saale) am 7. September 1788 im Beulwitz’schen Haus.

## Kritik
„Dominik Grafs historisches Liebesdrama ‚Die geliebten Schwestern‘ ist wie seine Protagonisten: maßlos, intensiv, wortgewandt und von schönen Idealen beseelt.“

„Gerade durch die Vermischung von Essay und Fiktion gelingt Graf dabei ein souveränes und kurzweiliges Spiel mit der Geschichte.“